# Bahnstrecke Würzburg–Aschaffenburg
| | |                                       |                                       |
| Streckennummer (DB): | 5200 5201 (Würzburg–Veitshöchheim) 5228 (Aschaffenburg-Goldbach–Aschaff. Hbf) 7910 (Würzburg Hbf Zell Fbn–Würzb. Rbf Zell) |                                       |                                       |
| Kursbuchstrecke (DB): | 800 |                                       |                                       |
| Kursbuchstrecke: | 416 (1946) 418d (Wernfeld – Gemünden (Main) 1946)                                                                          |                                       |                                       |
| Streckenlänge: | 89,3 km |                                       |                                       |
| Spurweite: | 1435 mm (Normalspur) |                                       |                                       |
| Streckenklasse: | D4 |                                       |                                       |
| Stromsystem: | 15 kV 16,7 Hz ~ |                                       |                                       |
| Maximale Neigung: | 21,7 ‰ |                                       |                                       |
| Streckengeschwindigkeit: | 160 km/h |                                       |                                       |
| Zugbeeinflussung: | PZB, ZUB262 |                                       |                                       |
| Zweigleisigkeit: | (durchgehend) |                                       |                                       |
| | |                                       |                                       |
| \| \| \| von Fürth, \| \| \| \| \| drittes Gleis von Rottendorf \| \| \| \| \| von Treuchtlingen \| \| \| \| \| Würzburg Ludwigsbahnhof (bis 1864) \| \| \| \| \| \| \| \| \| 0,000 00,000 \| Würzburg Hbf \| 181 m \| \| \| \| Beginn Strecke 5201 (rechts) \| \| \| \| \| Schnellfahrstrecke nach Hannover \| \| \| \| 2,200 \| Würzburg Hbf Zell Fbn (Bft) \| Würzburg Hbf Zell Fbn (Bft) \| \| \| \| Strecke 7910 \| \| \| \| 2,582 \| Hafeneisenbahn Würzburg \| Hafeneisenbahn Würzburg \| \| \| 3,700 00,000 \| Würzburg Rbf Zell (Bft) \| Würzburg Rbf Zell (Bft) \| \| \| 3,888 \| Würzburg-Zell (Bft) \| Würzburg-Zell (Bft) \| \| \| 4,600 00,000 \| Würzburg Rbf Ausfahrt \| Würzburg Rbf Ausfahrt \| \| \| 5,115 00,000 \| Würzburg Rbf \| Würzburg Rbf \| \| \| 6,000 06,000 \| Schnellfahrstrecke Würzburg–Hannover \| Schnellfahrstrecke Würzburg–Hannover \| \| \| \| Ende Strecke 5201 \| \| \| \| 6,912 06,931 \| Veitshöchheim \| Veitshöchheim \| \| \| 6,8+170,26,9+15,0 \| \| \| \| \| 10,010 \| Erlabrunn \| Erlabrunn \| \| \| 12,767 \| Thüngersheim (ehem. Bf) \| Thüngersheim (ehem. Bf) \| \| \| 16,505 \| Retzbach-Zellingen \| Retzbach-Zellingen \| \| \| 18,638 \| Himmelstadt \| Himmelstadt \| \| \| 24,375 \| Karlstadt (Main) \| Karlstadt (Main) \| \| \| 26,830 \| Karlburg (Bk) \| Karlburg (Bk) \| \| \| 29,200 \| Gambach (Main) \| Gambach (Main) \| \| \| 31,268 \| Gambach Üst \| Gambach Üst \| \| \| 34,093 \| Wernfeld Hp (seit 2004) \| Wernfeld Hp (seit 2004) \| \| \| 34,275 \| Wern \| Wern \| \| \| 34,730 \| Wernfeld \| Wernfeld \| \| \| \| von Waigolshausen \| \| \| \| 37,797 \| Gemünden (Main) \| 159 m \| \| \| 38,953 \| Mühlbach, Fränkische Saale \| Mühlbach, Fränkische Saale \| \| \| \| nach Flieden \| \| \| \| \| von Gemünden Zollberg \| \| \| \| 40,000 \| Schnellfahrstrecke Hannover–Würzburg \| Schnellfahrstrecke Hannover–Würzburg \| \| \| 40,949 \| Langenprozelten \| Langenprozelten \| \| \| 44,800 \| Bundesstraße 26 \| Bundesstraße 26 \| \| \| 45,060 \| Neuendorf \| Neuendorf \| \| \| \| (ehem. Trasse[1]) \| \| \| \| \| von Rohrbach (Nantenbacher Kurve) \| \| \| \| \| \| \| \| \| 46,780 \| Nantenbach (Abzw) \| 156 m \| \| \| 51,432 \| Lohr Bf \| 168 m \| \| \| 51,500 \| nach Wertheim \| nach Wertheim \| \| \| 54,160 \| Beilstein (Bk) \| Beilstein (Bk) \| \| \| 55,110 \| Spathmühle (Bk) \| Spathmühle (Bk) \| \| \| 58,029 \| Partenstein \| 192 m \| \| \| 58,190 \| B 276 \| B 276 \| \| \| 58,200 \| Lohr \| Lohr \| \| \| 60,580 \| Lohrtal (Bk) \| Lohrtal (Bk) \| \| \| \| Aubach (3 ×) \| \| \| \| 63,320 \| Krommenthal (Bk) \| Krommenthal (Bk) \| \| \| 65,454 \| Wiesthal \| 242 m \| \| \| 67,000 \| Lohrbach \| Lohrbach \| \| \| 67,700 \| Lohrbach \| Lohrbach \| \| \| 68,040 \| Neuhütten (Bk) \| Neuhütten (Bk) \| \| \| 69,800 \| (ehem. Trasse bis 2017) \| (ehem. Trasse bis 2017) \| \| \| 70,391 \| Heigenbrücken (neu) \| Heigenbrücken (neu) \| \| \| 70,500 \| Falkenbergtunnel (2623/2619 m) \| Falkenbergtunnel (2623/2619 m) \| \| \| \| Ostrampe (5 ‰) \| \| \| \| \| Lohrbach \| \| \| \| 71,900 \| Heigenbrücken (alt) \| 275 m \| \| \| \| Lohrbach \| \| \| \| 72,300 \| Schwarzkopftunnel (926 m) \| Schwarzkopftunnel (926 m) \| \| \| \| \| \| \| \| \| \| \| \| \| 73,100 \| Heigenbrücken West (Bbf, zuletzt Üst) \| Heigenbrücken West (Bbf, zuletzt Üst) \| \| \| 73,254 \| Schwarzbach \| Schwarzbach \| \| \| 73,500 \| Hirschbergtunnel (365/525 m) \| Hirschbergtunnel (365/525 m) \| \| \| \| Elsbachtal-Trog \| \| \| \| \| Spessartrampe (22 ‰) \| \| \| \| \| Metzbergtunnel (586/629 m) \| \| \| \| \| \| \| \| \| 74,800 \| B 26 \| B 26 \| \| \| 74,960 \| Hain (Bk) \| Hain (Bk) \| \| \| \| Seebach \| \| \| \| 76,680 \| Eisenwerk (Bk) \| Eisenwerk (Bk) \| \| \| \| Haintunnel (765 m) \| \| \| \| 76,1+77,176,2+0,0 \| (nur Gegenrichtungsgleis) \| (nur Gegenrichtungsgleis) \| \| \| 77,130 \| (ehem. Trasse bis 2017) \| (ehem. Trasse bis 2017) \| \| \| 77,1+29,677,6+0,0 \| \| \| \| \| 78,000 \| Laufach \| Laufach \| \| \| 78,200 \| B 26 \| B 26 \| \| \| 78,788 \| Laufach \| 175 m \| \| \| 79,2+140 \| B 26 \| B 26 \| \| \| 79,2+202,579,4+0,0 \| \| \| \| \| 79,400 \| Laufach \| Laufach \| \| \| 82,000 \| Eisenbahnbrücke Hösbach, BAB 3 \| Eisenbahnbrücke Hösbach, BAB 3 \| \| \| 82,100 \| Aschaff \| Aschaff \| \| \| 82,725 \| Hösbach \| 158 m \| \| \| 83,300 \| Hösbach Ort (geplant) \| Hösbach Ort (geplant) \| \| \| 86,120 \| Aschaffenburg-Goldbach \| Aschaffenburg-Goldbach \| \| \| 0,000 86,500 \| Aschaffenburg-Goldbach (Bft Abzw) \| Aschaffenburg-Goldbach (Bft Abzw) \| \| \| 86,500 \| nach Aschaffenburg Süd \| nach Aschaffenburg Süd \| \| \| \| Beginn Strecke 5228 (rechts) \| \| \| \| \| Aschaffenburg Ost (geplant) \| \| \| \| \| Bundesstraße 26 \| \| \| \| 2,385 00,000 \| Aschaffenburg Hbf Einfahrt (Bft) \| Aschaffenburg Hbf Einfahrt (Bft) \| \| \| \| von Miltenberg Hbf \| \| \| \| \| \| \| \| \| 2,912 89,326 \| Aschaffenburg Hbf \| 131 m \| \| \| \| nach Frankfurt (Main) Süd \| \| \| \| \| nach Darmstadt \| \| \| \| \| \| \| \| Quellen: [2][3][4][5][6][7][8][9][10] \| \| \| \| | |                                       |                                       |
| Verschwenkung von links · Verschwenkung von rechts | | von Fürth,                            | von Fürth,                            |
| Abzweig geradeaus und von links · Abzweig ehemals geradeaus und nach rechts | | drittes Gleis von Rottendorf          | drittes Gleis von Rottendorf          |
| Abzweig geradeaus und von links · Kreuzung (Strecke geradeaus außer Betrieb) | | von Treuchtlingen                     | von Treuchtlingen                     |
| Strecke · Spitzkehrbahnhof links (Strecke außer Betrieb) · Bahnhof | | Würzburg Ludwigsbahnhof (bis 1864)    | Würzburg Ludwigsbahnhof (bis 1864)    |
| Verschwenkung nach links · Verschwenkung nach rechts (Strecke außer Betrieb) | |                                       |                                       |
| Bahnhof | 0,000 00,000 | Würzburg Hbf                          | 181 m                                 |
| Verschwenkung von links · Verschwenkung von rechts | | Beginn Strecke 5201 (rechts)          | Beginn Strecke 5201 (rechts)          |
| Kreuzung geradeaus unten · Abzweig geradeaus und nach rechts | | Schnellfahrstrecke nach Hannover      | Schnellfahrstrecke nach Hannover      |
| Strecke · Blockstelle | 2,200 | Würzburg Hbf Zell Fbn (Bft)           | Würzburg Hbf Zell Fbn (Bft)           |
| Abzweig geradeaus und von links · Abzweig geradeaus und nach rechts | | Strecke 7910                          | Strecke 7910                          |
| Strecke · Abzweig geradeaus und nach links | 2,582 | Hafeneisenbahn Würzburg               | Hafeneisenbahn Würzburg               |
| Dienststation / Betriebs- oder Güterbahnhof · Strecke | 3,700 00,000 | Würzburg Rbf Zell (Bft)               | Würzburg Rbf Zell (Bft)               |
| Strecke · Bahnhof | 3,888 | Würzburg-Zell (Bft)                   | Würzburg-Zell (Bft)                   |
| Dienststation / Betriebs- oder Güterbahnhof · Strecke | 4,600 00,000 | Würzburg Rbf Ausfahrt                 | Würzburg Rbf Ausfahrt                 |
| Dienststation / Betriebs- oder Güterbahnhof · Strecke | 5,115 00,000 | Würzburg Rbf                          | Würzburg Rbf                          |
| Kreuzung geradeaus unten · Kreuzung geradeaus unten | 6,000 06,000 | Schnellfahrstrecke Würzburg–Hannover  | Schnellfahrstrecke Würzburg–Hannover  |
| Verschwenkung nach links · Verschwenkung nach rechts | | Ende Strecke 5201                     | Ende Strecke 5201                     |
| Bahnhof | 6,912 06,931 | Veitshöchheim                         | Veitshöchheim                         |
| Kilometer-Wechsel | 6,8+170,26,9+15,0 |                                       |                                       |
| ehemaliger Haltepunkt / Haltestelle | 10,010 | Erlabrunn                             | Erlabrunn                             |
| Haltepunkt / Haltestelle | 12,767 | Thüngersheim (ehem. Bf)               | Thüngersheim (ehem. Bf)               |
| Bahnhof | 16,505 | Retzbach-Zellingen                    | Retzbach-Zellingen                    |
| Haltepunkt / Haltestelle | 18,638 | Himmelstadt                           | Himmelstadt                           |
| Bahnhof | 24,375 | Karlstadt (Main)                      | Karlstadt (Main)                      |
| ehemalige Blockstelle | 26,830 | Karlburg (Bk)                         | Karlburg (Bk)                         |
| ehemaliger Haltepunkt / Haltestelle | 29,200 | Gambach (Main)                        | Gambach (Main)                        |
| Überleitstelle / Spurwechsel | 31,268 | Gambach Üst                           | Gambach Üst                           |
| Haltepunkt / Haltestelle | 34,093 | Wernfeld Hp (seit 2004)               | Wernfeld Hp (seit 2004)               |
| Brücke über Wasserlauf | 34,275 | Wern                                  | Wern                                  |
| ehemaliger Bahnhof | 34,730 | Wernfeld                              | Wernfeld                              |
| Abzweig geradeaus und von rechts | | von Waigolshausen                     | von Waigolshausen                     |
| Bahnhof | 37,797 | Gemünden (Main)                       | 159 m                                 |
| Brücke über Wasserlauf | 38,953 | Mühlbach, Fränkische Saale            | Mühlbach, Fränkische Saale            |
| Abzweig geradeaus und nach rechts | | nach Flieden                          | nach Flieden                          |
| Abzweig geradeaus und von rechts | | von Gemünden Zollberg                 | von Gemünden Zollberg                 |
| Kreuzung geradeaus unten | 40,000 | Schnellfahrstrecke Hannover–Würzburg  | Schnellfahrstrecke Hannover–Würzburg  |
| Bahnhof | 40,949 | Langenprozelten                       | Langenprozelten                       |
| Strecke mit Straßenbrücke | 44,800 | Bundesstraße 26                       | Bundesstraße 26                       |
| ehemaliger Haltepunkt / Haltestelle | 45,060 | Neuendorf                             | Neuendorf                             |
| Verschwenkung von links (Strecke außer Betrieb) · Verschwenkung von rechts | | (ehem. Trasse)                        | (ehem. Trasse)                        |
| Abzweig ehemals geradeaus und von links · Kreuzung geradeaus unten | | von Rohrbach (Nantenbacher Kurve)     | von Rohrbach (Nantenbacher Kurve)     |
| Verschwenkung nach links · Verschwenkung nach rechts | |                                       |                                       |
| Blockstelle | 46,780 | Nantenbach (Abzw)                     | 156 m                                 |
| Bahnhof | 51,432 | Lohr Bf                               | 168 m                                 |
| Abzweig geradeaus und nach links | 51,500 | nach Wertheim                         | nach Wertheim                         |
| ehemalige Blockstelle | 54,160 | Beilstein (Bk)                        | Beilstein (Bk)                        |
| ehemalige Blockstelle | 55,110 | Spathmühle (Bk)                       | Spathmühle (Bk)                       |
| Bahnhof | 58,029 | Partenstein                           | 192 m                                 |
| Brücke | 58,190 | B 276                                 | B 276                                 |
| Brücke über Wasserlauf | 58,200 | Lohr                                  | Lohr                                  |
| ehemalige Blockstelle | 60,580 | Lohrtal (Bk)                          | Lohrtal (Bk)                          |
| Brücke über Wasserlauf | | Aubach (3 ×)                          | Aubach (3 ×)                          |
| ehemalige Blockstelle | 63,320 | Krommenthal (Bk)                      | Krommenthal (Bk)                      |
| Bahnhof | 65,454 | Wiesthal                              | 242 m                                 |
| Brücke über Wasserlauf | 67,000 | Lohrbach                              | Lohrbach                              |
| Brücke über Wasserlauf | 67,700 | Lohrbach                              | Lohrbach                              |
| ehemalige Blockstelle | 68,040 | Neuhütten (Bk)                        | Neuhütten (Bk)                        |
| Verschwenkung von links (Strecke außer Betrieb) · Verschwenkung von rechts | 69,800 | (ehem. Trasse bis 2017)               | (ehem. Trasse bis 2017)               |
| Strecke (außer Betrieb) · Haltepunkt / Haltestelle | 70,391 | Heigenbrücken (neu)                   | Heigenbrücken (neu)                   |
| Strecke (außer Betrieb) · Tunnelanfang | 70,500 | Falkenbergtunnel (2623/2619 m)        | Falkenbergtunnel (2623/2619 m)        |
| Strecke (außer Betrieb) · Strecke (im Tunnel) | | Ostrampe (5 ‰)                        | Ostrampe (5 ‰)                        |
| Brücke über Wasserlauf (Strecke außer Betrieb) · Strecke (im Tunnel) | | Lohrbach                              | Lohrbach                              |
| Bahnhof (Strecke außer Betrieb) · Strecke (im Tunnel) | 71,900 | Heigenbrücken (alt)                   | 275 m                                 |
| Brücke über Wasserlauf (Strecke außer Betrieb) · Strecke (im Tunnel) | | Lohrbach                              | Lohrbach                              |
| Tunnel (Strecke außer Betrieb) · Strecke (im Tunnel) | 72,300 | Schwarzkopftunnel (926 m)             | Schwarzkopftunnel (926 m)             |
| Strecke nach halblinks (außer Betrieb) · Strecke nach halbrechts (im Tunnel) | |                                       |                                       |
| Strecke von halblinks (im Tunnel) · Strecke von halbrechts (außer Betrieb) | |                                       |                                       |
| Tunnelende · Dienststation / Betriebs- oder Güterbahnhof (Strecke außer Betrieb) | 73,100 | Heigenbrücken West (Bbf, zuletzt Üst) | Heigenbrücken West (Bbf, zuletzt Üst) |
| Brücke über Wasserlauf · Brücke über Wasserlauf (Strecke außer Betrieb) | 73,254 | Schwarzbach                           | Schwarzbach                           |
| Tunnel · Strecke (außer Betrieb) | 73,500 | Hirschbergtunnel (365/525 m)          | Hirschbergtunnel (365/525 m)          |
| Strecke (außer Betrieb) | | Elsbachtal-Trog                       | Elsbachtal-Trog                       |
| Strecke (außer Betrieb) | | Spessartrampe (22 ‰)                  | Spessartrampe (22 ‰)                  |
| Strecke nach halblinks und Tunnelanfang · Strecke nach halbrechts (außer Betrieb) | | Metzbergtunnel (586/629 m)            | Metzbergtunnel (586/629 m)            |
| Strecke von halblinks (außer Betrieb) · Strecke von halbrechts und Tunnelende | |                                       |                                       |
| Brücke (Strecke außer Betrieb) · Brücke | 74,800 | B 26                                  | B 26                                  |
| Blockstelle (Strecke außer Betrieb) · Strecke | 74,960 | Hain (Bk)                             | Hain (Bk)                             |
| Brücke über Wasserlauf (Strecke außer Betrieb) · Brücke über Wasserlauf | | Seebach                               | Seebach                               |
| Blockstelle (Strecke außer Betrieb) · Strecke | 76,680 | Eisenwerk (Bk)                        | Eisenwerk (Bk)                        |
| Strecke (außer Betrieb) · Tunnel | | Haintunnel (765 m)                    | Haintunnel (765 m)                    |
| Strecke (außer Betrieb) · Kilometer-Wechsel | 76,1+77,176,2+0,0 | (nur Gegenrichtungsgleis)             | (nur Gegenrichtungsgleis)             |
| Verschwenkung nach links (Strecke außer Betrieb) · Verschwenkung nach rechts | 77,130 | (ehem. Trasse bis 2017)               | (ehem. Trasse bis 2017)               |
| Kilometer-Wechsel | 77,1+29,677,6+0,0 |                                       |                                       |
| Brücke über Wasserlauf | 78,000 | Laufach                               | Laufach                               |
| Brücke | 78,200 | B 26                                  | B 26                                  |
| Bahnhof | 78,788 | Laufach                               | 175 m                                 |
| Brücke | 79,2+140 | B 26                                  | B 26                                  |
| Kilometer-Wechsel | 79,2+202,579,4+0,0 |                                       |                                       |
| Brücke über Wasserlauf | 79,400 | Laufach                               | Laufach                               |
| Brücke | 82,000 | Eisenbahnbrücke Hösbach, BAB 3        | Eisenbahnbrücke Hösbach, BAB 3        |
| Brücke über Wasserlauf | 82,100 | Aschaff                               | Aschaff                               |
| Haltepunkt / Haltestelle | 82,725 | Hösbach                               | 158 m                                 |
| ehemaliger Haltepunkt / Haltestelle | 83,300 | Hösbach Ort (geplant)                 | Hösbach Ort (geplant)                 |
| ehemaliger Bahnhof | 86,120 | Aschaffenburg-Goldbach                | Aschaffenburg-Goldbach                |
| Blockstelle | 0,000 86,500 | Aschaffenburg-Goldbach (Bft Abzw)     | Aschaffenburg-Goldbach (Bft Abzw)     |
| Abzweig geradeaus und ehemals nach links | 86,500 | nach Aschaffenburg Süd                | nach Aschaffenburg Süd                |
| Verschwenkung von links · Verschwenkung von rechts | | Beginn Strecke 5228 (rechts)          | Beginn Strecke 5228 (rechts)          |
| Strecke · ehemaliger Haltepunkt / Haltestelle | | Aschaffenburg Ost (geplant)           | Aschaffenburg Ost (geplant)           |
| Brücke · Brücke | | Bundesstraße 26                       | Bundesstraße 26                       |
| Dienststation / Betriebs- oder Güterbahnhof · Strecke | 2,385 00,000 | Aschaffenburg Hbf Einfahrt (Bft)      | Aschaffenburg Hbf Einfahrt (Bft)      |
| Strecke · Abzweig geradeaus und von links | | von Miltenberg Hbf                    | von Miltenberg Hbf                    |
| Verschwenkung nach links · Verschwenkung nach rechts | |                                       |                                       |
| Bahnhof | 2,912 89,326 | Aschaffenburg Hbf                     | 131 m                                 |
| Abzweig geradeaus und nach rechts | | nach Frankfurt (Main) Süd             | nach Frankfurt (Main) Süd             |
| Strecke | | nach Darmstadt                        | nach Darmstadt                        |
| | |                                       |                                       |
| Quellen: | |                                       |                                       |

Die Bahnstrecke Würzburg–Aschaffenburg, auch Main-Spessart-Bahn, ist eine zweigleisige, elektrifizierte Hauptbahn in Bayern. Sie führt von Würzburg Hauptbahnhof über Gemünden (Main) nach Aschaffenburg Hauptbahnhof. Ihre Bedeutung liegt vor allem im Fern- und Güterverkehr, da sie den Ballungsraum Rhein-Main mit dem unterfränkischen Oberzentrum Würzburg und darüber hinaus mit Nürnberg und München und in Richtung Österreich und Italien verbindet. Der Name ergibt sich aus dem Verlauf der Bahnstrecke parallel zum Main und durch den Spessart.

## Geschichte

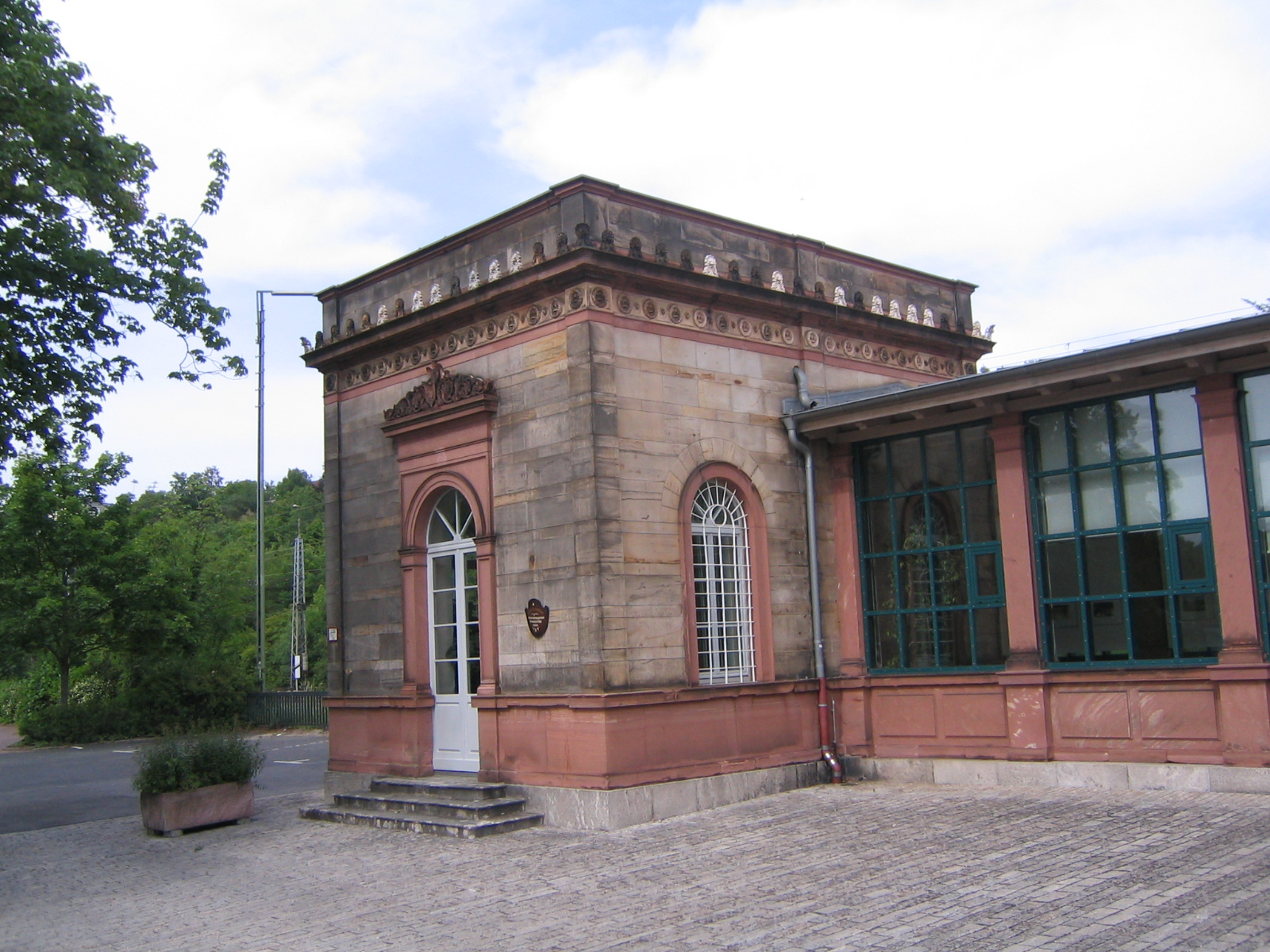
Königsbau des Bahnhofs Veitshöchheim, rechts ein Teil des Wandelganges zum Empfangsgebäude

### Streckenbau

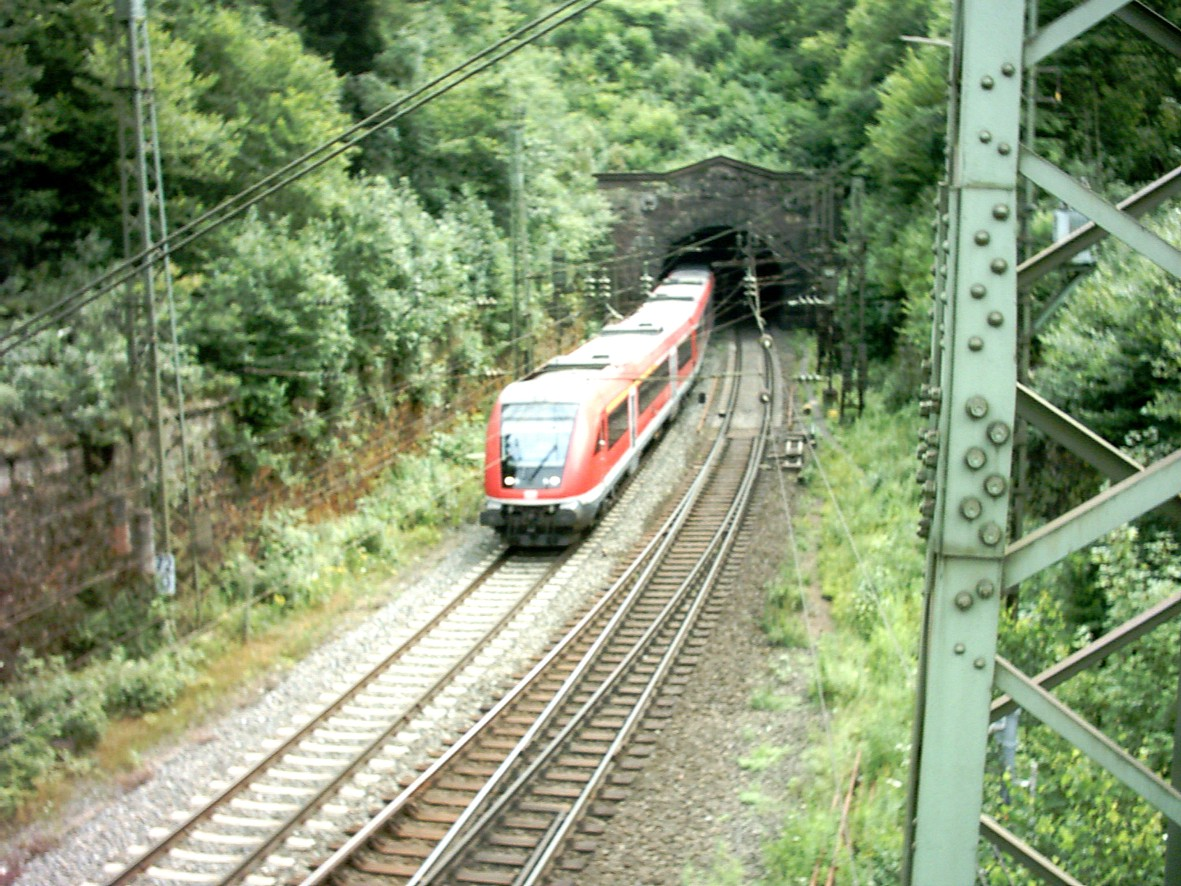
Ostportal des ehem. Schwarzkopftunnels bei Heigenbrücken

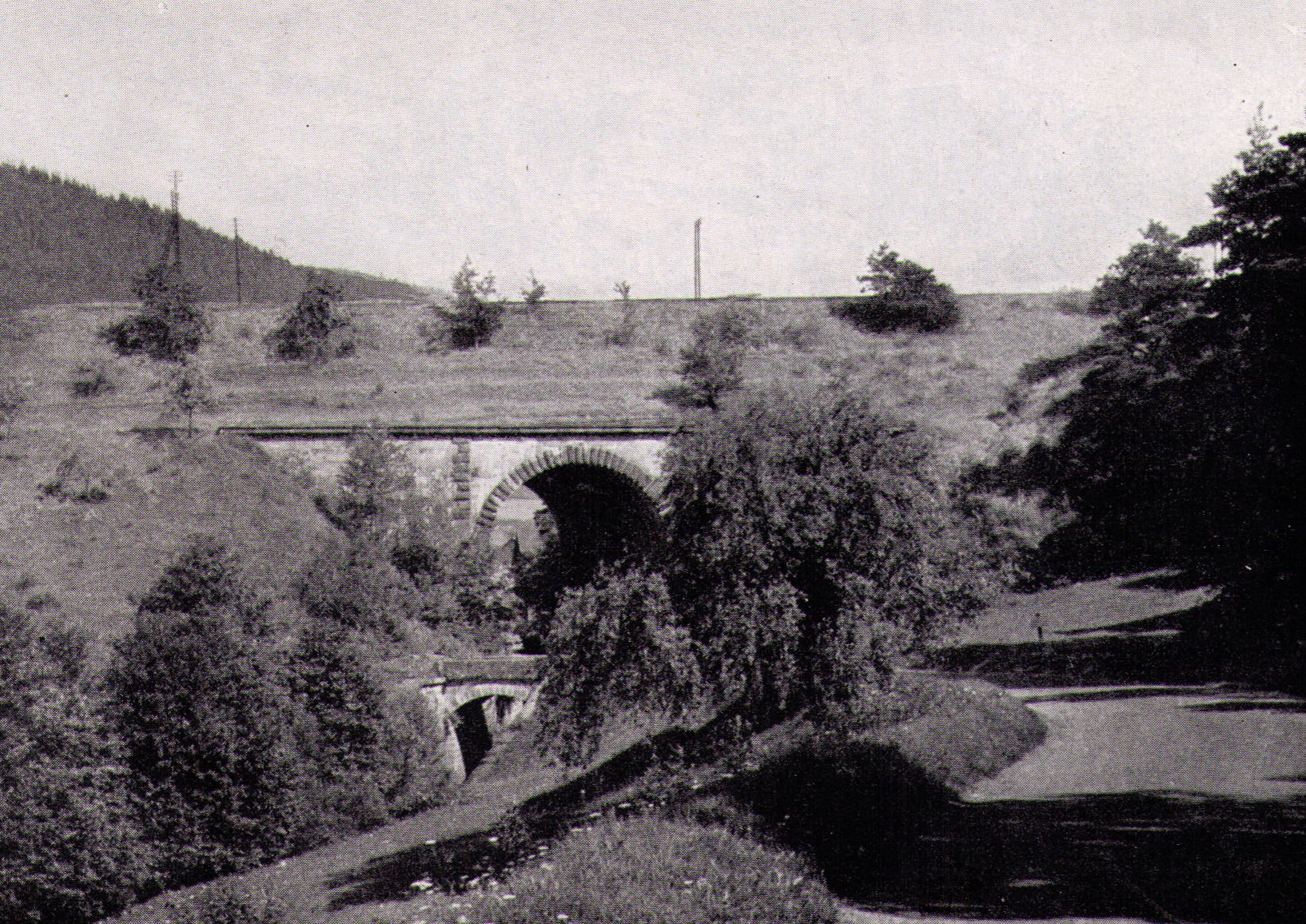
Straßendurchlass bei Laufach-Hain (heute: B 26), Aufnahme: 1852

Die Strecke wurde durch Gesetz vom 23. Mai 1846 konzessioniert. Bei der Streckeneröffnung durch die Königlich Bayerischen Staats-Eisenbahnen am 1. Oktober 1854 war die Main-Spessart-Bahn Teil der bayerischen Ludwigs-West-Bahn von Bamberg über Schweinfurt und Würzburg nach Aschaffenburg bis zur damaligen Staatsgrenze mit dem Kurfürstentum Hessen zwischen Kahl am Main und Großkrotzenburg.

### 20. und 21. Jahrhundert
Seit dem 10. Oktober 1954 ist der Abschnitt von Würzburg bis Veitshöchheim elektrifiziert und seit dem 26. September 1957 wird die Gesamtstrecke elektrisch betrieben. Dadurch war die Zahl der Güterzüge, die auf der Spessartrampe eine Schiebelokomotive benötigten, stark zurückgegangen. Mit 365 Zügen pro Tag war die Strecke nach Angaben der Deutschen Bundesbahn im Sommer 1970 stark überbeansprucht. Seit Juni 2017 ist die Spessartrampe durch eine deutlich flachere Neubaustrecke ersetzt.
Zwischen Februar 2010 und Oktober 2011 wurde die 96 Meter lange Eisenbahnbrücke über die A 3 bei Hösbach erneuert.

### Neubauplanungen
In Verbindung mit der geplanten Ergänzungsstrecke Hannover–Gemünden legte die Bundesbahn im Ausbauprogramm für das Netz der Deutschen Bundesbahn 1970 Pläne für eine als Ergänzungsstrecke Aschaffenburg–Würzburg bezeichnete Neubaustrecke vor. Diese sollte den überlasteten Abschnitt zwischen Gemünden und Würzburg entlasten.
Die Strecke sollte den Spessart in Richtung Würzburg zunächst etwa parallel zur Autobahn A 3 überqueren, bei Waldaschaff nördlicher als die Autobahn verlaufen und den Main bei Hafenlohr überqueren. Die Anbindung an die Bestandsstrecke sollte nördlich von Würzburg erfolgen, die Streckenlänge dadurch von 90 Kilometer auf 67 Kilometer und die Fahrzeit von 50 Minuten auf 25 Minuten verkürzt werden. Ein viergleisiger Ausbau der Bestandsstrecke wurde geprüft, aber aufgrund der ungünstigen Linienführung östlich von Aschaffenburg, der Spessartrampe und des engen Profils des Schwarzkopftunnels nicht weiter verfolgt. Mitte 1971 zählte die Strecke zu einer von vier Ergänzungsstrecken der höchsten Prioritätsstufe, die weitgehend bis 1980 realisiert werden sollten.

#### Bundesverkehrswegeplan 1973
Der Bundesverkehrswegeplan 1973 enthielt als eine von sieben geplanten Eisenbahn-Neubaustrecken das Vorhaben zwischen Würzburg und Aschaffenburg. Für die geplante, 65 Kilometer lange Neubaustrecke wurden Kosten in Höhe von 1,2 Milliarden D-Mark kalkuliert.
Nach dem Planungsstand der Vortrassierung von November 1973 sollte die Strecke bei Hösbach aus der Bestandsstrecke ausfädeln und in östlich gestreckter Linienführung durchgehend südlich der Bestandsstrecke bis südöstlich von Partenstein verlaufen. Im weiteren Verlauf sollte sie nördlich an Lohr am Main und südlich an Neuendorf vorbeigeführt werden. Von dort sollte die Strecke in einem Bogen in südöstlicher Richtung verlaufen. Südlich von Gemünden, auf Höhe von Wernfeld, sollte sie sich in die aus Hannover kommende Neubaustrecke einfädeln und im weiteren Verlauf bis nach Würzburg-Zell in weitgehend gerade Linienführung verlaufen.
Die geplante Neubaustrecke stieß auf starken Widerstand von Naturschutzverbänden, die eine Beeinträchtigung des Spessarts befürchteten, und wurde daher von der Bundesbahn aufgegeben.

#### Bundesverkehrswegeplan 1980
Der Ende 1979 beschlossene Bundesverkehrswegeplan 1980 sah als neues Vorhaben an Stelle der Neubaustrecke den Ausbau der Bestandsstrecke zwischen Aschaffenburg und Gemünden bis zum Jahr 1990 vor. Die geschätzten Kosten lagen bei 850 Millionen D-Mark.
Am 25. Februar 1980 erhielt die Projektgruppe Hannover–Würzburg Süd, die bei der Bundesbahndirektion Nürnberg den südlichen Streckenabschnitt der Neubaustrecke Hannover–Würzburg plante, den Auftrag, den Ausbau der Strecke zwischen Gemünden und Aschaffenburg voranzutreiben. Neben dem Neubau eines Tunnels im Bereich der Spessartrampe war hierin insbesondere die Nantenbacher Kurve (10 Kilometer) enthalten. Die Einbindung des neuen Tunnels in eine „Neubaustrecke Aschaffenburg–Gemünden“ war ausdrücklich als Option vorgesehen. Die Planung von 1982 sah dabei vor, einen 37,6 Kilometer langen Abschnitt zwischen Aschaffenburg und Gemünden bis für eine Höchstgeschwindigkeit von 200 km/h (mit Linienzugbeeinflussung) zu ertüchtigen.
Nach anderen Angaben war um 1982 eine Ausbaustrecke Aschaffenburg–Gemünden geplant, die aus der Nantenbacher Kurve und einer 18 Kilometer langen Umfahrung der Steilstrecke westlich des Schwarzkopftunnels bestand. Die Neubaustrecke sollte südwestlich von Hösbach beginnen und bei Wiesthal in die Bestandsstrecke einmünden. Im Rahmen der insgesamt 28,0 Kilometer langen und mit 200 km/h befahrbaren Strecke sollten 7 Tunnel mit einer Gesamtlänge von elf Kilometern entstehen. 1983 war ein Ausbau auf 32 Kilometer Länge vorgesehen.
Anfang März 1983 wurde unter dem Motto „Das Laufachtal muß leben“ die Aktionsgemeinschaft Laufachtal gegründet, die sich gegen den Ausbau der Strecke einsetzte.

#### Bundesverkehrswegeplan 1985
Im Bundesverkehrswegeplan 1985 war schließlich nur noch ein Ausbau der Strecke zwischen Gemünden und Aschaffenburg in der Kategorie Planungen enthalten. Für die Ausbaustrecke Aschaffenburg–Gemünden waren Investitionen von 520 Millionen DM vorgesehen.

#### Bundesverkehrswegeplan 1992
Im vordringlichen Bedarf des Bundesverkehrswegeplans 1992 war eine mit 1,495 Milliarden DM kalkulierte ABS/NBS Hanau–Nantenbach/Würzburg–Iphofen enthalten. 1994 legte die DB zwei Strecken intern an: Die 26,014 km lange Strecke „Rottendorf - Iphofen (Planungstitel)“ (Strecken-Nr. 5208) und die 17,765 km lange Strecke „Hösbach - Wiesthal (Planungstitel)“ (Strecken-Nr. 5225).
Eine Raumempfindlichkeitsprüfung für die Neu- und Ausbaustrecke Hanau–Fulda/Würzburg schloss im Jahr 2002 Begradigungen für den kurvenreichen Abschnitt östlich von Heigenbrücken aufgrund sehr hoher bis äußerst hoher Empfindlichkeiten der großflächig zusammenhängenden, unzerschnittenen Waldgebiete aus. Ein konfliktarmer Korridor für eine mögliche Umweltverträglichkeitsstudie konnte nicht gefunden werden.

#### Neubau der Spessartrampe
Der betrieblich anspruchsvollste Abschnitt der Strecke war bis 2017 die 5,4 Kilometer lange Spessartrampe, ein Steigungsabschnitt zwischen Laufach und dem Schwarzkopftunnel mit einer durchschnittlichen Neigung von 19 ‰, die bis zuletzt noch bei schweren Güterzügen eine Schiebebelokomotive erforderte. Überlegungen, den kosten- und materialintensiven Schiebebetrieb zwischen Laufach und Heigenbrücken zu vermeiden und gleichzeitig die Höchstgeschwindigkeit auf diesem Streckenabschnitt zu erhöhen, führten am 28. August 2006 zur Entscheidung des Bundesverkehrsministeriums, den gesamten Abschnitt grundlegend neu zu trassieren. Nach Vergabe der Aufträge an ein Konsortium begannen die Bauarbeiten im Sommer 2013.
Der Neubauabschnitt, der am 19. Juni 2017 eröffnet wurde, verkürzte den Schienenweg zwischen Würzburg und Aschaffenburg um 470 Meter. Er bildet den Planfeststellungsabschnitt 3 der Ausbaustrecke Hanau–Nantenbach.

## Streckenverlauf
Die Strecke passiert nach dem Verlassen des Würzburger Hauptbahnhofs zunächst den Neuen Hafen und den Rangierbahnhof, der 2004 von der damaligen Railion (heute DB Cargo) stillgelegt wurde. Vor dem Erreichen des wegen seines Empfangsgebäudes beachtenswerten Bahnhofs Veitshöchheim unterquert die Main-Spessart-Bahn die Schnellfahrstrecke Hannover–Würzburg, die hier das Maintal auf der 30 Meter hohen Maintalbrücke Veitshöchheim überquert. Die Strecke folgt weiterhin dem rechtsseitigen Maintal, wobei sie sich die stellenweise sehr beengte rechte Uferseite mit der Bundesstraße 27 teilt. In Wernfeld trifft sie auf die Werntalbahn aus Waigolshausen, die jedoch nicht in die Main-Spessart-Bahn einmündet, sondern zunächst parallel zu deren Gleisen verläuft. Auf Höhe von Gemünden beschreibt der Main einen Bogen von nahezu 180 Grad, dem die Bahn ebenfalls folgt und nochmals die Schnellfahrstrecke unterquert.
Die Nantenbacher Kurve verbindet die Main-Spessart-Bahn und die die Schnellfahrstrecke Hannover–Würzburg zwischen dem Betriebsbahnhof Rohrbach der Schnellfahrstrecke und der Betriebsstelle Nantenbach, östlich von Lohr, auf der Main-Spessart-Bahn. Diese Abkürzung ermöglicht Fernverkehrszügen zwischen Würzburg und Lohr die Schnellfahrstrecke zu nutzen und verkürzt deren Fahrzeiten erheblich, da der Streckenabschnitt durch das Maintal abschnittsweise nur mäßige Geschwindigkeiten zulässt.
Von Lohr aus geht es westwärts durch den Spessart. Ab dem Bahnhof Lohr (200 m ü. NN) steigt die Strecke auf zwanzig Kilometern bis Heigenbrücken (275 m ü. NN) an der Nordflanke (ab etwa Krommenthal an der Südflanke) des Lohrtals stetig an. Unmittelbar westlich des Bahnhofs Heigenbrücken führte sie bis 2017 durch den 926 Meter langen, fast horizontalen Schwarzkopftunnel. Am westlichen Ende des Tunnels befand sich beim Hofgut Wendelstein der Scheitelpunkt der Strecke und der Betriebsbahnhof Heigenbrücken West, der das Aussetzen und den Gleiswechsel der von Laufach kommenden Schiebelokomotiven und deren Fahrt zurück als Lokzug ermöglichte. Bis zum Bahnhof Laufach (175 m ü. NN) führte die Strecke über die Spessartrampe, auf der die Züge auf 5,2 Kilometern Streckenlänge 100 Meter Höhenunterschied bewältigten, was einer durchschnittlichen Neigung von 19 ‰ entsprach. Tatsächlich schwankte diese zwischen 15,4 und 21,7 Promille. Damit Züge über 1.000 Tonnen Zuglast, die in östlicher Richtung, auf Würzburg zu, und damit in der Steigung verkehrten, diese bewältigen konnten, stand im Bahnhof Laufach immer mindestens eine Elektrolokomotive in Schiebebereitschaft. Heute verläuft die Strecke zwischen östlich von Heigenbrücken und Laufach in drei neuen Tunneln über dem Schwarzbach- bzw. Laufachtal mit einer güterzugfreundlicheren Steigung. Kurz vor dem Haltepunkt Hösbach überquert die Strecke die A 3. Geradlinig geht es nun Richtung Aschaffenburg Hauptbahnhof am südlichen Talfuß des Aschafftals.
Die Strecke ist zwischen Gemünden (Main) und Würzburg seit 2007 als überlasteter Schienenweg eingestuft. 2008 wurde ein erster Plan zur Erhöhung der Schienenwegkapazität vorgelegt, der 2021/2022 aktualisiert wurde.

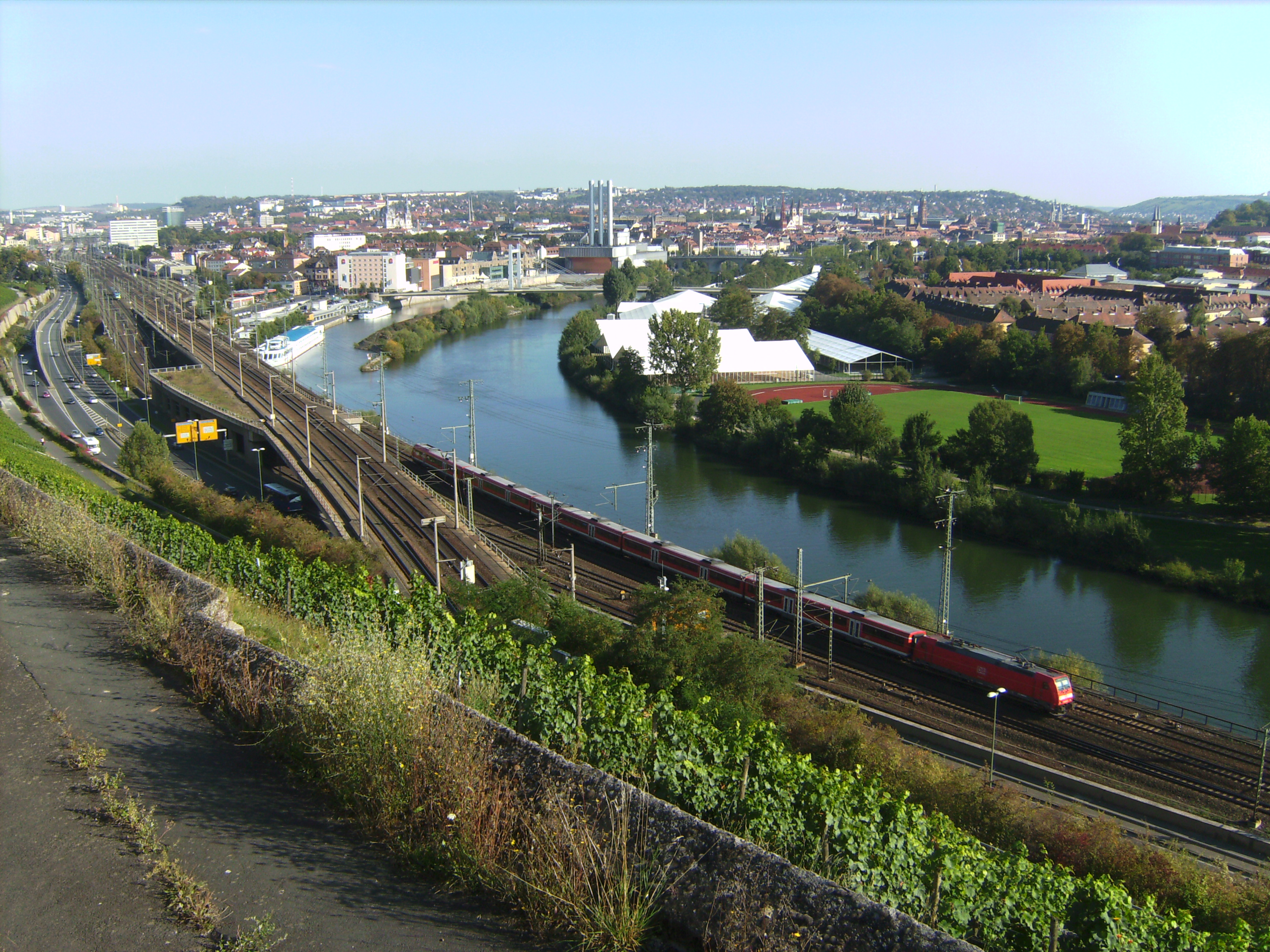
Regional-Express aus Frankfurt erreicht Würzburg
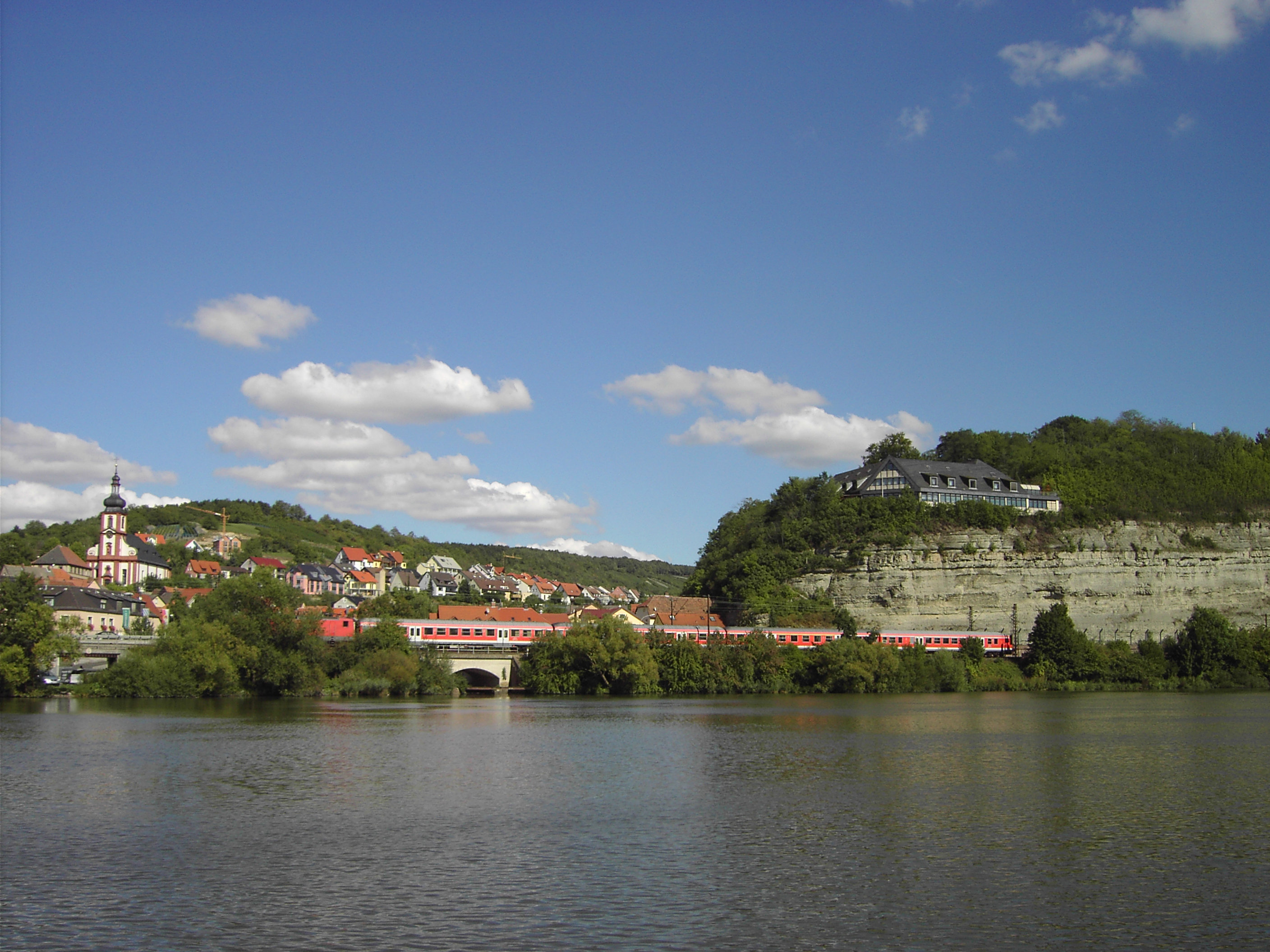
Regionalbahn in Retzbach-Zellingen
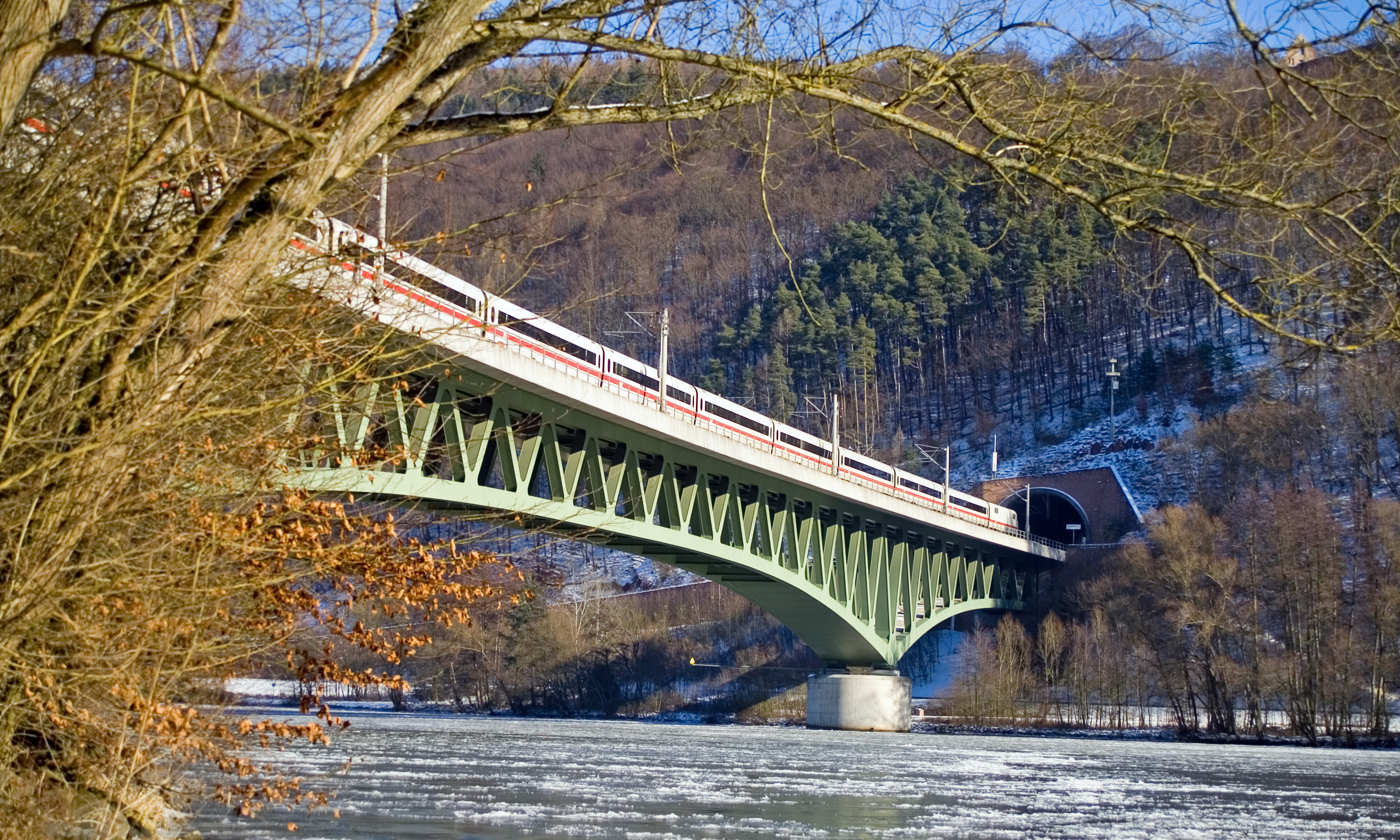
ICE auf der Nantenbacher Kurve
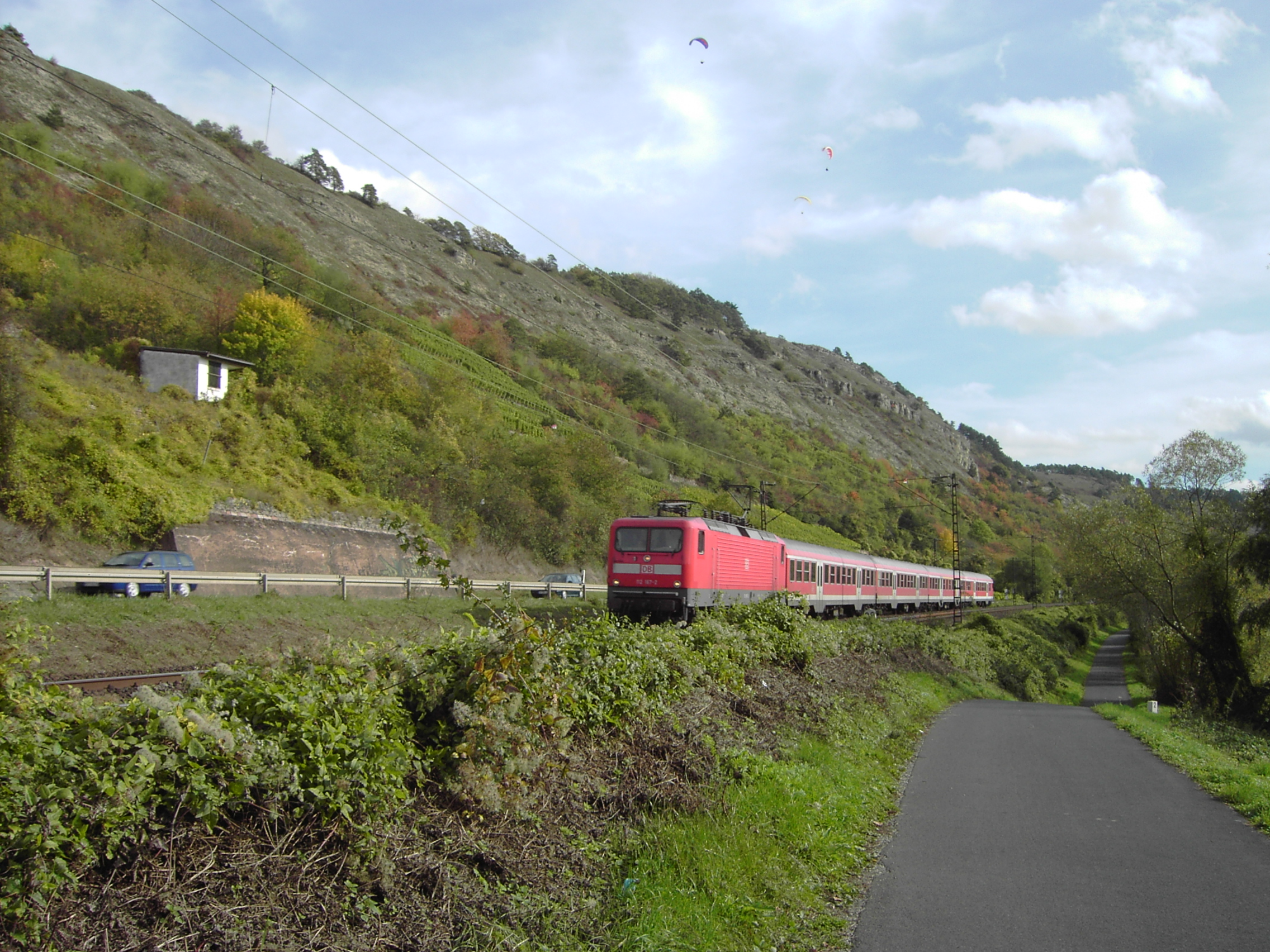
Regionalbahn im Maintal
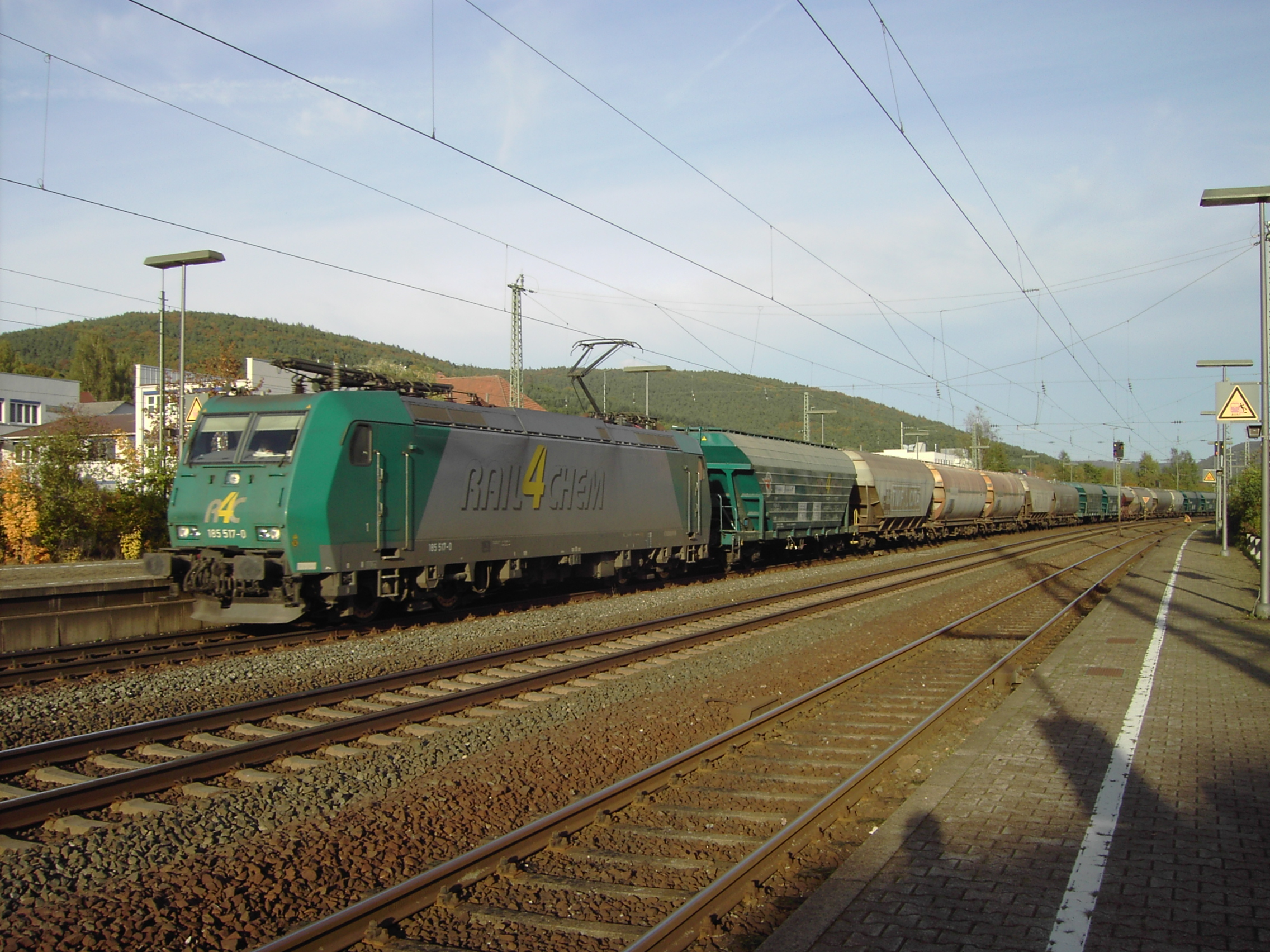
Güterzug durchfährt den Bahnhof Lohr

## Verkehrsangebot

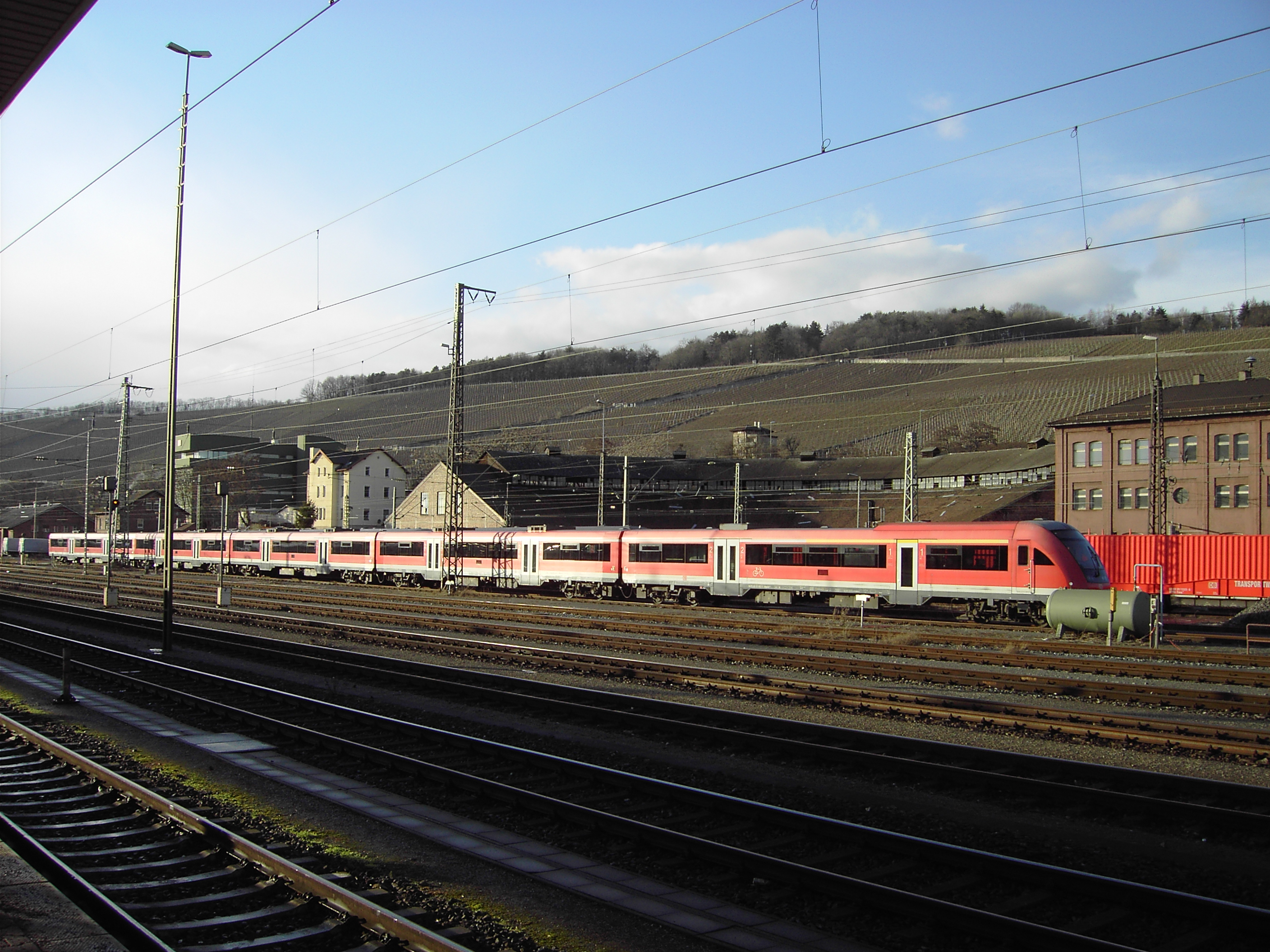
Zug aus Modus-Wagen für die Verbindung Würzburg – Frankfurt am Main

Zwischen der Einmündung der Nantenbacher Kurve und Hanau wird die Main-Spessart-Bahn im Personenverkehr von Fernverkehrszügen befahren, ansonsten dominieren Züge des Nahverkehrs. Eine Ausnahme bildete das samstägliche Intercity-Zugpaar Rottaler Land von Passau und Mühldorf nach Hamburg, das zwischen Würzburg und Fulda statt der Schnellfahrstrecke die Nord-Süd-Trasse befuhr und in Gemünden (Main) hielt. Zum Fahrplanwechsel im Dezember 2014 wurde es als letztes Fernverkehrszugpaar auf diesem Streckenabschnitt eingestellt.
Seit der Inbetriebnahme der Schnellfahrstrecke Köln–Rhein/Main lösten ICE-Züge die ehemaligen Intercitys auf dem Korridor Ruhrgebiet–Frankfurt–München ab, zunächst im Zwei-Stunden-Takt und seit Dezember 2006 stündlich. Zusätzlich wird eine zweistündliche Fernverkehrslinie von Wien über Passau nach Dortmund über die Main-Spessart-Bahn geführt. Sie nutzt zwischen Frankfurt und Köln die Linke Rheinstrecke und verkehrt im vierstündlichen Wechsel über das Ruhrgebiet über Wuppertal im Bergischen Land. Züge dieser Linie, die nicht in Tagesrandlage verkehren, beginnen erst in Passau oder Nürnberg und werden statt der mit Neigetechnik ausgestatteten ICE-T mit ICE 1 gefahren. Seit diesem Fahrplanwechsel im Dezember 2007 verkehren keine direkten Eurocity-Züge mehr direkt Budapest über die Strecke. Mindestens ein Zug verkehrt über Dortmund hinaus nach Hamburg. Die Linie nach Wien wurde in Zusammenarbeit mit den Österreichischen Bundesbahnen realisiert. Bis Dezember 2020 endeten die meisten Züge aus Wien in Frankfurt am Main. In Tagesrandlage, wenn die Hannover-Würzburger Schnellfahrstrecke nicht für Personenzüge zur Verfügung steht, verkehren einzelne Fernzüge zwischen Frankfurt und Würzburg auf voller Länge über die Main-Spessart-Bahn. Darüber hinaus verkehren einzelne Fernzüge zwischen Hannover und Würzburg bis Gemünden über die Main-Spessart-Bahn.
Im Nahverkehr wird die Strecke stündlich von Regional-Express-Zügen der Relation Würzburg–Aschaffenburg–Hanau–Frankfurt bedient. Alle zwei Stunden wird diese Verbindung über Schweinfurt bis Bamberg durchgebunden; diese Regionalzüge fahren zwischen Hanau und Frankfurt am Main, anders als die übrigen, links des Mains über Maintal. Als Fahrzeugmaterial kommen seit Dezember 2017 Bombardier Twindexx Vario zum Einsatz, bis dahin weitestgehend Wendezüge mit Doppelstockwagen, bespannt mit Lokomotiven der DB-Baureihe 146. Die früheren Durchläufe bis Nürnberg wurden größtenteils im Dezember 2006 aufgegeben, seitdem bestehen in Würzburg bahnsteiggleiche Umsteigebeziehungen.
Verdichtet wird dieses stündliche Angebot im Abschnitt Würzburg–Gemünden durch eine annähernd dreißigminütig versetzte Regionalbahn-Linie, die meist aus Schweinfurt oder Bamberg kommt und über Gemünden hinaus bis nach Jossa oder Schlüchtern durchgebunden wird. Werktags werden zu den Hauptverkehrszeiten zudem einige Verstärkerzüge zwischen Würzburg und Karlstadt eingesetzt, die aus Treuchtlingen kommen.
Von Frankfurt Süd aus werden ebenfalls im Stundentakt Regionalbahnen über Hanau und Aschaffenburg bis Laufach angeboten (RB 58).

## Tarifgebiete

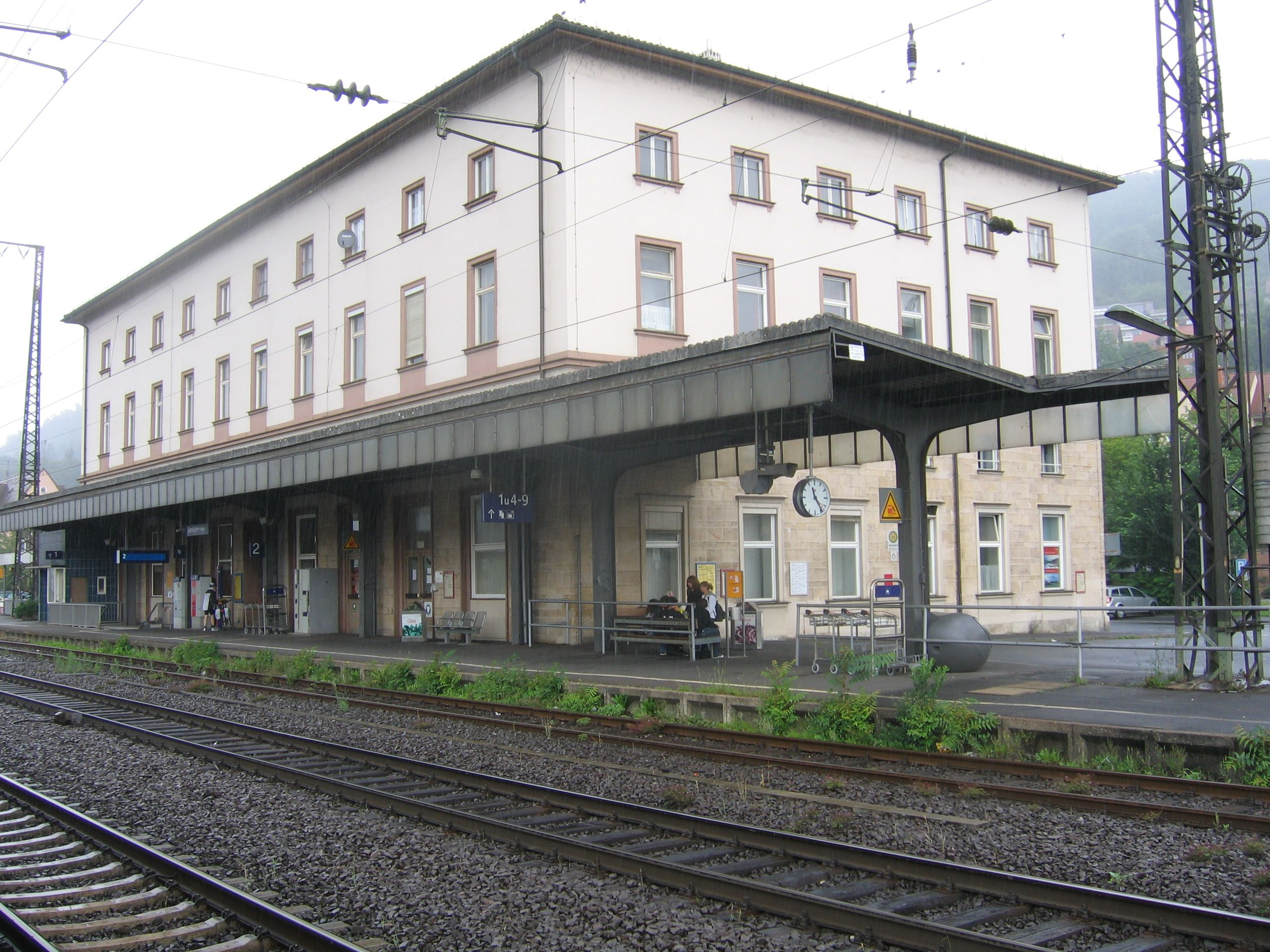
Bahnhof Gemünden, Bahnsteigseite

Die Main-Spessart-Bahn liegt seit dem 1. August 2013 von Würzburg bis Wiesthal im Tarifgebiet des Nahverkehr Mainfranken (NVM), der am 1. August 2004 den früheren Würzburger Tarifverbund (WTV) abgelöst hat. Der Streckenabschnitt von Heigenbrücken bis Aschaffenburg liegt sowohl in der Verkehrsgemeinschaft am Bayerischen Untermain (VAB) als auch bereits im Übergangsgebiet des Rhein-Main-Verkehrsverbundes (RMV), dessen Kern-Tarifgebiet mit dem Bahnhof Großkrotzenburg zwischen Aschaffenburg und Hanau beginnt.

## Zukunft

### Ausbau der Strecke
In den 2000er und 2010er Jahren wurde mit der „Mottgers-Spange“ ein Vorhaben einer Neubaustrecke aus dem Raum Frankfurt Richtung Fulda und eventuell Würzburg bezeichnet. Verschiedene Varianten sahen u. a. eine von der Bahnstrecke Frankfurt–Göttingen auf der Höhe von Wächtersbach abzweigende Neubaustrecke vor, die zwischen Würzburg und Fulda mit der Schnellfahrstrecke Hannover–Würzburg verbinden sollte. Bei Realisierung einer südlichen Variante dieses Vorhabens hätten Fernverkehrszüge zwischen Würzburg und Frankfurt damit zukünftig die Main-Spessart-Bahn im Abschnitt Hanau–Gemünden umgangen und wären in Hanau Richtung Fulda gefahren. Das Projekt wurde zeitweilig zurückgestellt, 2013 als Aus- und Neubaustrecke Hanau–Würzburg/Fulda–Erfurt wieder aufgenommen. Die Mottgers-Spange wurde dabei Anfang 2018 verworfen.
Laut einer im Februar 2018 vorgelegten Machbarkeitsstudie sollen zwischen Hanau und Nantenbach Fahrzeitverkürzungen von bis zu 6,4 Minuten erreichbar sein. Zwischen Wiesthal und Nantenbach würde dabei eine 15 km lange Neubaustrecke für 200 km/h entstehen, die Bestandsstrecke zwischen Hanau und Aschaffenburg für 200 km/h ertüchtigt sowie der Abschnitt zwischen Aschaffenburg und Heigenbrücken punktuell für 160 km/h ausgebaut werden.
Der 2. Gutachterentwurf des Deutschlandtakt-Fahrplankonzepts von 2019 sah im Fernverkehr zwischen Aschaffenburg und Würzburg eine planmäßige Fahrzeit von 28 Minuten vor. Dies entspricht einer Verkürzung von 9 Minuten gegenüber der im Jahresfahrplan 2019 hinterlegten typischen Fahrzeit von 37 Minuten.
Im dritten Gutachterentwurf des Deutschlandtakts ist eine Neubaustrecke für 230 km/h zwischen Heigenbrücken und Nantenbach unterstellt. Dafür sind, zum Preisstand von 2015, Investitionen von 1,5 Milliarden Euro vorgesehen. In Einfahrt von Würzburg Rangierbahnhof sollen auf der Strecke für den Güterverkehr aus beiden Richtungen je ein zusätzliches Puffergleis für 18 bzw. 63 Millionen Euro entstehen. Im Februar 2024 stellte die Deutsche Bahn erste Planungen für eine solche, rund 19 km lange und weitgehend im Tunnel verlaufende Strecke vor. Neben der Reisezeitverkürzung solle zusätzliche Kapazität im Schienengüterverkehr geschaffen werden.

### Umgehung Lohr
Anfang Oktober 2010 schlug die Arbeitsgemeinschaft Bahndreieck Spessart eine nördlich an Lohr vorbeiführende Trasse vor. Mit dieser etwa vier Kilometer langen durch einen Tunnel führenden Neubaustrecke sollte der Durchgangsverkehr beschleunigt und die Lärmbelastung vermindert werden. Regionalzüge dagegen sollten weiter auf der bestehenden Trasse verkehren.

### Erneuerungen an Betriebsstellen

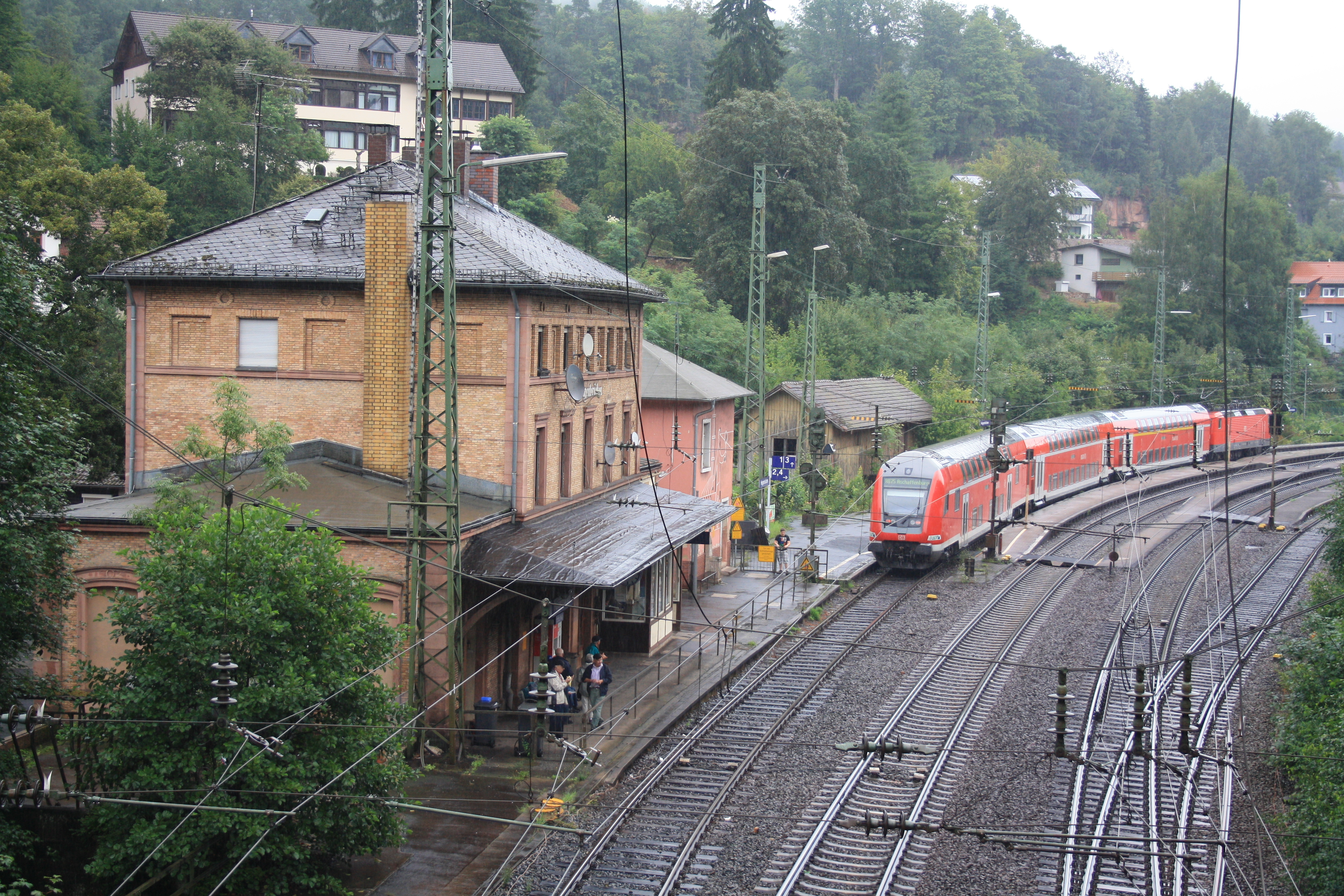
Ehem. Bahnhof Heigenbrücken

In Wernfeld wurde der ehemalige Bahnhof im Winkel der Main-Spessart-Bahn und der Werntalbahn zugunsten eines näher zum Ortszentrum gelegenen Haltepunktes aufgegeben, der im Sommer 2002 nach 13-monatiger Bauzeit fertiggestellt wurde. Die Gesamtkosten für die beiden Außenbahnsteige in Fertigbauweise beliefen sich auf 2,3 Millionen Euro. Der Bahnhof Veitshöchheim erhielt ebenfalls für 3,2 Millionen Euro zwei neue Außenbahnsteige in Fertigbauweise sowie eine neue Unterführung. Der Aschaffenburger Hauptbahnhof erfuhr bis 2008 eine umfassende Modernisierung.
Der barrierefreie Ausbau des Haltepunkts Partenstein begann 2023 mit voraussichtlicher Fertigstellung Ende 2023[veraltet]. Der barrierefreie Ausbau von Hösbach war im Mai 2023 in Bau, der barrierefreie Ausbau von Laufach für den Zeitraum von Mai 2023 bis 1. Quartal 2024[veraltet][veraltet] geplant.
Die Überleitstelle Gambach Üst wurde Mitte Juni 2024 in Betrieb genommen.
Zwei Haltepunkte in Hösbach Ort und Aschaffenburg Ost befinden sich in Planung. Für Aschaffenburg Ost mit zwei über Treppen sowie Aufzugsanlagen erreichbaren Bahnsteigen wurde von der Deutschen Bahn im November 2022 mit einer Inbetriebnahme im Jahr 2028 gerechnet. Im Januar 2025 wurde vom Eisenbahn-Bundesamt der Planfeststellungsbeschluss erlassen. Der Baubeginn war ursprünglich für 2025 geplant, wurde im Februar 2025 aber auf unbestimmte Zeit in die 2030er Jahre verschoben.

### Personennahverkehr
Die RE-Linie Würzburg–Bamberg–Lichtenfels–Bayreuth/Hof wurde 2015 zweigeteilt. DB Regio Mainfrankenbahn und Franken gewannen beide Ausschreibungen Anfang 2013. Seit Dezember 2015 besteht sie einerseits aus der Linie Frankfurt–Würzburg–Bamberg, die ehemals Frankfurt–Würzburg–Nürnberg durchgebunden war und von DB Regio Mainfrankenbahn betrieben wird. Andererseits ging die Linie Bamberg–Lichtenfels–Bayreuth/Hof an einen anderen Bereich der DB Regio Franken über und wird mit Neigetechnik-Triebwagen der Baureihe 612 bedient. Ab Dezember 2017 wurden zweistündlich die aus Frankfurt kommenden neuen Twindexx-Vario-Züge (neue Doppelstockzüge) ab Würzburg nach Bamberg verlängert. In der Übergangszeit wurden die Doppelstockmittelwagen mit Steuerwagen behängt und mit 146.2 oder zwei 111ern im Sandwich gefahren. Auf der parallelen RB-Linie der Mainfrankenbahn werden Coradia Continental-Züge oder bei Fahrzeugmangel in Frankfurt freigewordene 425 eingesetzt.